# 赫斯特大樓
赫斯特大樓（英語：Hearst Tower）是一棟位於紐約西57街300號和第八大道959號路口，靠近哥倫布圓環的大樓。現為赫斯特國際集團全球總部，也是該集團首次將眾多通訊和出版事業部門設置於同一棟大樓，包含柯夢波丹，Good Housekeeping和舊金山紀事報。
本大樓之獨特處為直接在舊大樓上加蓋而保留部分舊樓結構，它最早是由赫斯特國際集團創辦人威廉赫斯特所建成的六層樓總部，由Joseph Urban設計，並於1928年落成。期間還經歷了大蕭條時期。本次新大樓蓋了8年完成，超過2000名集團員工於2006年5月4日遷入。
新樓由福斯特建築事務所設計，結構工程是WSP Cantor Seinuk公司，承包商為Turner construction公司總計46層，高182公尺，樓面積80,000平方公尺。獨特的斜角式鋼骨結構(建築術語稱為diagrid)使其僅需要9,500噸鋼材，比傳統建築結構少20%。赫斯特大樓也是繼911事件後紐約落成的最高樓。大樓獲頒2006 Emporis 摩天樓設計獎。
赫斯特大樓也是紐約第一棟綠色環保大樓，樓體中建有導熱石灰岩中心體。聚乙烯管鋪設其中，可以持續循環水冷卻大樓節省空調費用。水源是下雨天收集到地下室儲存的冷雨水，對比紐約其他大樓，赫斯特大樓比其餘大樓少25%能源消耗，大廳的植物和噴泉也是用雨水。本樓80%是使用回收鋼材製造。還獲得紐約綠色建築協會的黃金級認證。
中心的電扶梯蓋在三層樓高的Icefall上，數千塊玻璃板構成的水瀑布，能有效冷卻大廳空氣。背景是213公分高的壁畫Riverlines，此畫由藝術家Richard Long創作。

## 所获奖项
- 2007年美国工程公司理事会建筑系统优秀工程钻石奖
- 2007年美国工程公司理事会全国大奖
- 2007年美国钢建筑研究所IDEAS2优秀奖
- 2007年英国皇家建筑研究所（BICA）“莱伯金建筑奖”（Lubetkin prize）
- 2007年BICA不列颠建筑行业奖
- 2006年德国Emporis世界建筑数据网摩天大楼最佳设计与功能年度大奖
- 2006年麦格劳-希尔《纽约建筑》年度项目奖

## 外部連結
- 中銀大廈 (香港)

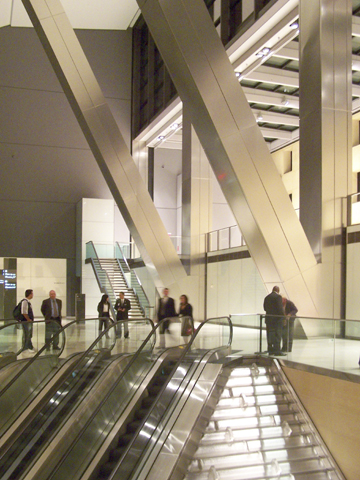
獨特斜角式鋼骨結構造就的寬廣大廳

- The Hearst Tower Project
- Hearst Tower on Emporis （页面存档备份，存于）
- Structurae数据库中Hearst Magazine Tower的数据
- New York Architect Images （页面存档备份，存于）
- Model of the Hearst Tower （页面存档备份，存于） for Google Sketchup and Google Earth
- Luxis Hearst Tower New York, NY
- Hearst Tower in New York City Structural detail and images.